# Porta (Pyrénées-Orientales)
Porta er en by og kommune i departementet Pyrénées-Orientales i Sydfrankrig.

## Geografi
Porta ligger i Cerdagne 119 km vest for Perpignan. Nærmeste byer er mod nord Porté-Puymorens (3 km) og mod sydøst Latour-de-Carol (10 km).

## Demografi

### Udvikling i folketal
| 1962                                                              | 1968 | 1975 | 1982 | 1990 | 1999 | 2007 | 2013 | 2017 |
| ----------------------------------------------------------------- | ---- | ---- | ---- | ---- | ---- | ---- | ---- | ---- |
| 125                                                               | 96   | 79   | 91   | 71   | 98   | 134  | 124  | 116  |
| Tal fra og med 1962 er uden dobbelttælling (sans doubles comptes) |      |      |      |      |      |      |      |      |